# 브로크하우스 백과사전

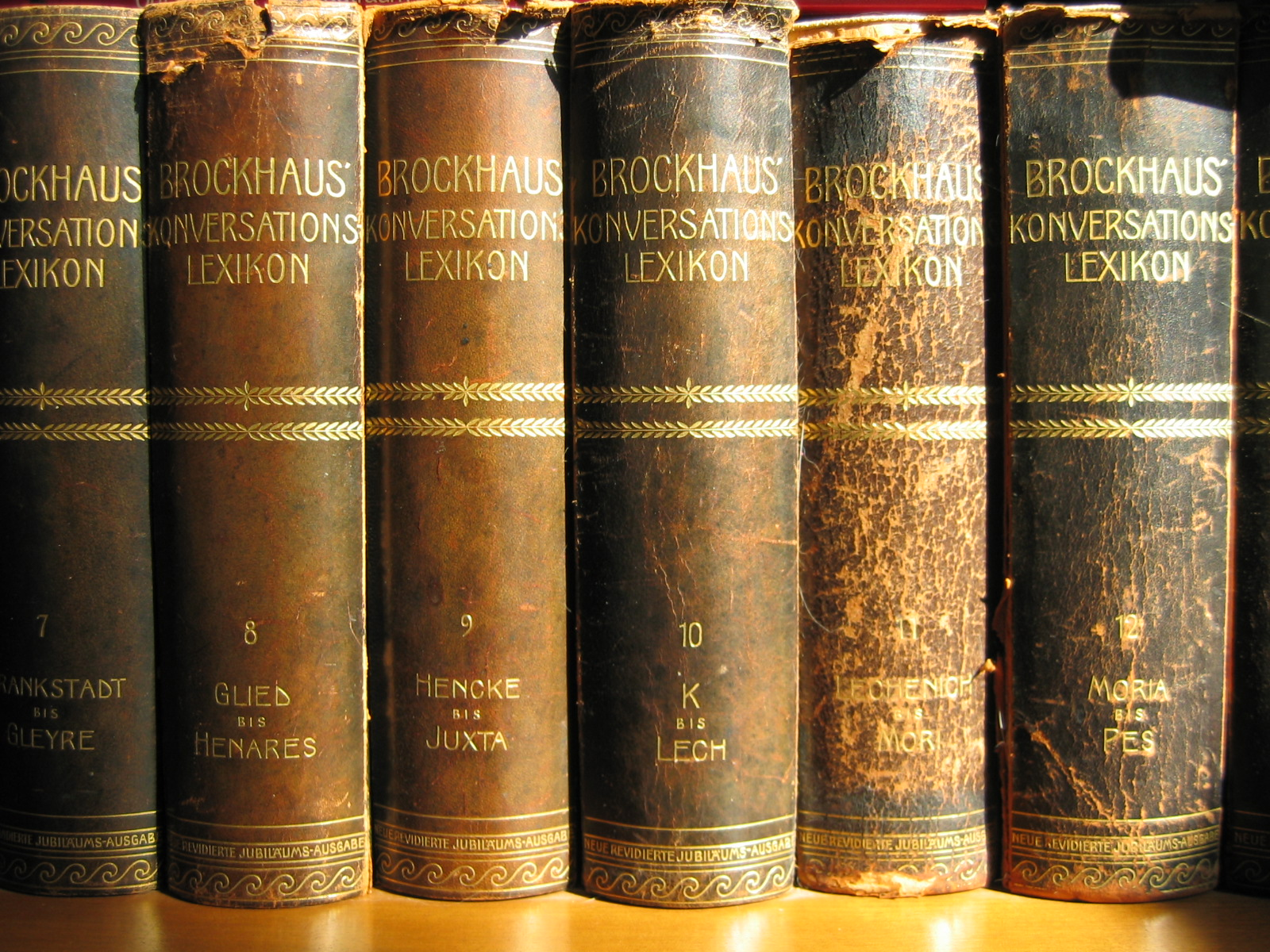
브로크하우스 백과사전

브로크하우스 백과사전(독일어: Brockhaus Enzyklopädie)은 브로크하우스 사가 발행하는 독일어 백과사전이다.
세계에서 가장 오래된 역사를 가지고 있는 백과사전으로, 브로크하우스 사가 1808년에 중단한 《여성백과사전》매입해 3년에 걸쳐 결국 6권의 브로크하우스 사전이 나왔다. 이때는 브로크 하우스란 이름이 아니라 콘베르자치온스렉시콘(Konversationslexikon)이란 이름이었다. 15판부터 바꿨다. 이 백과사전은 소항목에 관점을 두어 만들었으며 많은 삽화와 지도가 있고 독일에 관한 것이 많다. 이백과사전으로 인하여 라루스 백과사전, 체임버스 백과사전등에 영향이 주었다.
브로크하우스의 이름은 그로세 브로크하우스였다. 15판이 발간되기 전에는 백과사전 대열에 끼어들지 못하였다. 16판(1952~63)에는 12권과 2권의 보충판과 지도책으로 구성되어있다. 17판(1966~81)에는 21권과 4권의 보충판으로 구성되어 있다. 새로운 개정판인 18판은 1986년에 발간되었다.
브로크하우스 백과사전이 관련항목표시의 시초였다. 그때 브로크하우스백과사전은 관련된 걸 '...을 보시오'라고 썼다.

## 최근판
1966년에서 1976년 브로크하우스 17판 24권이 브로크사우스백과사전이라고 이름이 간행되었다. 그때의 수록 항목은 약 22만 5000개이며 소항목주의로 하였다. 대항목도 1페이지 수록하고 1986년에서 96년 10년간 19판을 만들어 간행하였다.

## 브로크하우스 백과사전의 편집역사
- 1판 (1796-1808)
- 2판(1812-1819)
- 3판 (1814-1815)
- 4판 (1817-1819)
- 5판 (1819-1820)
- 6판 (1824)
- 7판 (1827)
- 8판 (1833-1837)
- 9판 (1843-1848)
- 10판 (1851-1855)
- 11판 (1864-1868)
- 12판 (1875-1879)
- 13판 (1882-1887)
- 14판 (1892-1895)
- 15판 (1928-1935)
- 16판 (1952-1957)
- 17판 (1966-1974)
- 18판 (1977-1981)
- 19판 (1986-1994)
- 20판 (1996-1999)
- 21판 (2005-2006)

## 같이 보기
- 온라인 백과사전 목록